# Leppäsaari (ö i Norra Karelen, Joensuu, lat 62,44, long 30,46)
Leppäsaari är en ö i Finland.   Den ligger i kommunen Joensuu i den ekonomiska regionen  Joensuu ekonomiska region  och landskapet Norra Karelen, i den sydöstra delen av landet, 400 km nordost om huvudstaden Helsingfors.